# Філімонов Віктор Петрович
Віктор Петрович Філімонов (7 березня 1940, село Успенка, тепер Сергіївського району Самарської області, Російська Федерація — 23 листопада 2012, місто Набережні Челни, Татарстан, Російська Федерація) — радянський державний діяч, новатор виробництва, бригадир монтажників домобудівного комбінату виробничого об'єднання «Камгесенергобуд» міста Набережні Челни Татарської АРСР. Член Центральної Ревізійної Комісії КПРС у 1976—1981 роках. Герой Соціалістичної Праці (15.04.1977).

## Життєпис
Народився в селянській родині. У 1957 році закінчив ремісниче училище в місті Новокуйбишевську. У 1957—1959 роках — каменяр.
У 1959—1960 роках — служба у військово-будівельних частинах Радянської армії в Казахській РСР. Брав участь в будівництві «Казахстанської Магнітки» — міста Теміртау. Після демобілізації залишився в місті.
У 1960—1962 роках — муляр, у 1962—1970 роках — бригадир мулярів тресту «Казметалургбуд» в місті Теміртау Казахської РСР. У 1969 році закінчив вечірню школу майстрів.
Член КПРС з 1969 року.
У 1970 році разом з родиною переїхав до міста Набережні Челни Татарської АРСР, на будівництво майбутнього Камського автозаводу.
З лютого 1970 по 1979 рік — бригадир монтажників домобудівного комбінату виробничого об'єднання «Камгесенергобуд» міста Набережні Челни Татарської АРСР.
Указом Президії Верховної Ради СРСР від 15 квітня 1977 року за видатні успіхи, досягнуті при спорудженні першої черги Камського комплексу з виробництва великовантажних автомобілів Філімонову Віктору Петровичу присвоєно звання Героя Соціалістичної Праці з врученням ордена Леніна і золотої медалі «Серп і Молот».
Закінчив заочно Казанський інженерно-будівельний інститут.
У 1979—1995 роках — начальник будівельно-монтажного управління БМУ—46 домобудівного комбінату міста Набережні Челни.
У 1995—1998 роках — головний інженер, заступник начальника будівельно-монтажного управління БМУ—61 акціонерного товариства «Челниміськбуд».
З 1998 року — на пенсії в місті Набережні Челни Республіки Татарстан. 
Помер 23 листопада 2012 року в місті Набережні Челни.

## Нагороди і звання
- Герой Соціалістичної Праці (15.04.1977)
- орден Леніна (15.04.1977)
- орден Трудового Червоного Прапора (1974)
- медаль «За трудову доблесть» (1971)
- бронзова медаль ВДНГ
- медалі
- Почесний громадянин міста Набережні Челни (1999)